# ニューアーク (デラウェア州)

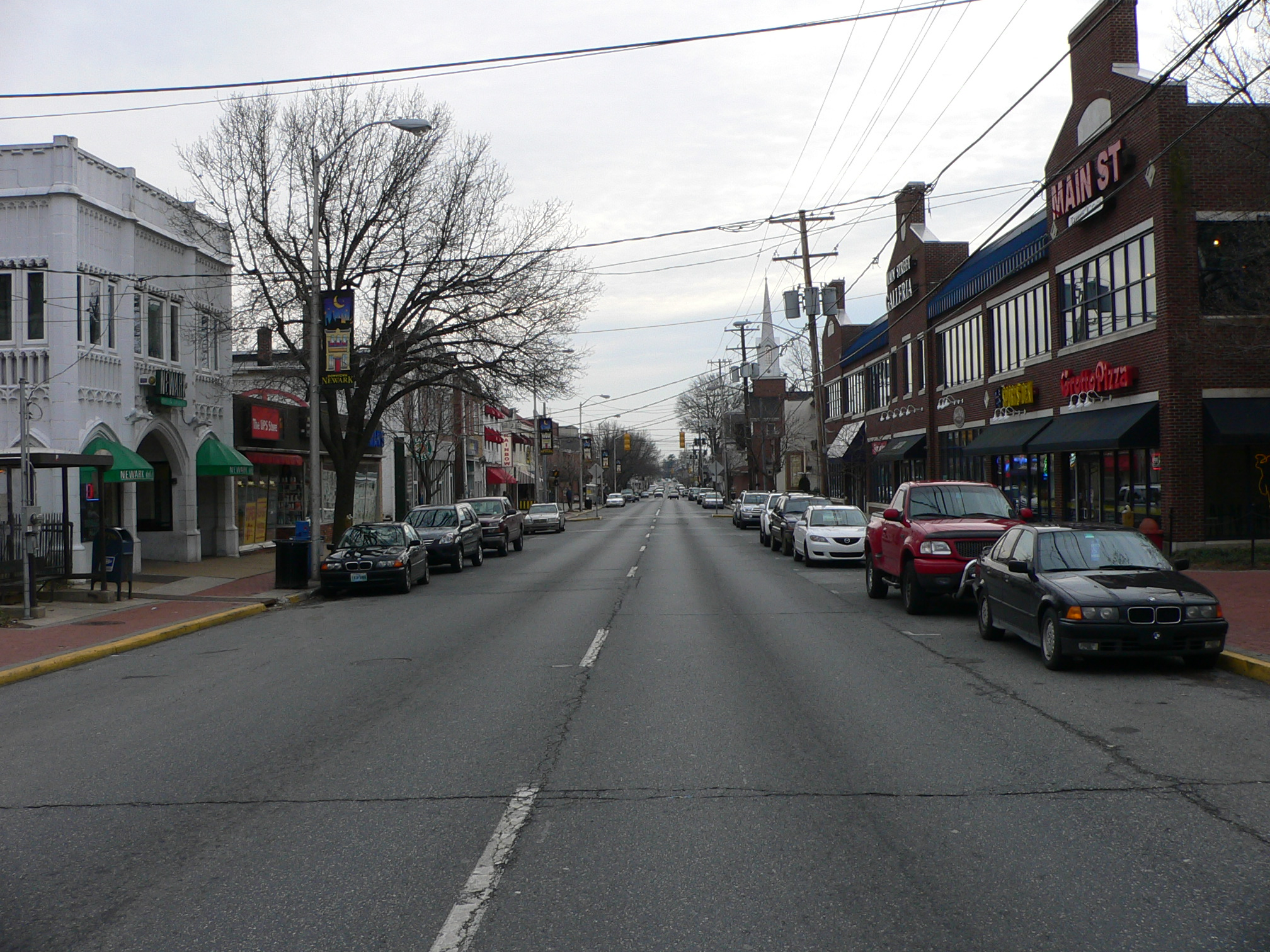
ニューアークのメイン・ストリート

ニューアーク（Newark [ˈnuːɑːrk]）は、アメリカ合衆国デラウェア州北部、メリーランド州との州境に位置する都市。フィラデルフィアからは南西へ約65km、ボルチモアからは北東へ約90km、また州の最大都市ウィルミントンからは西南西へ約20kmに位置する。人口は3万0601人（2020年） で、ウィルミントン、州都ドーバーに次ぐ州第3の都市である。ニューアークはデラウェア大学が本部キャンパスを置く学園都市である。

## 歴史

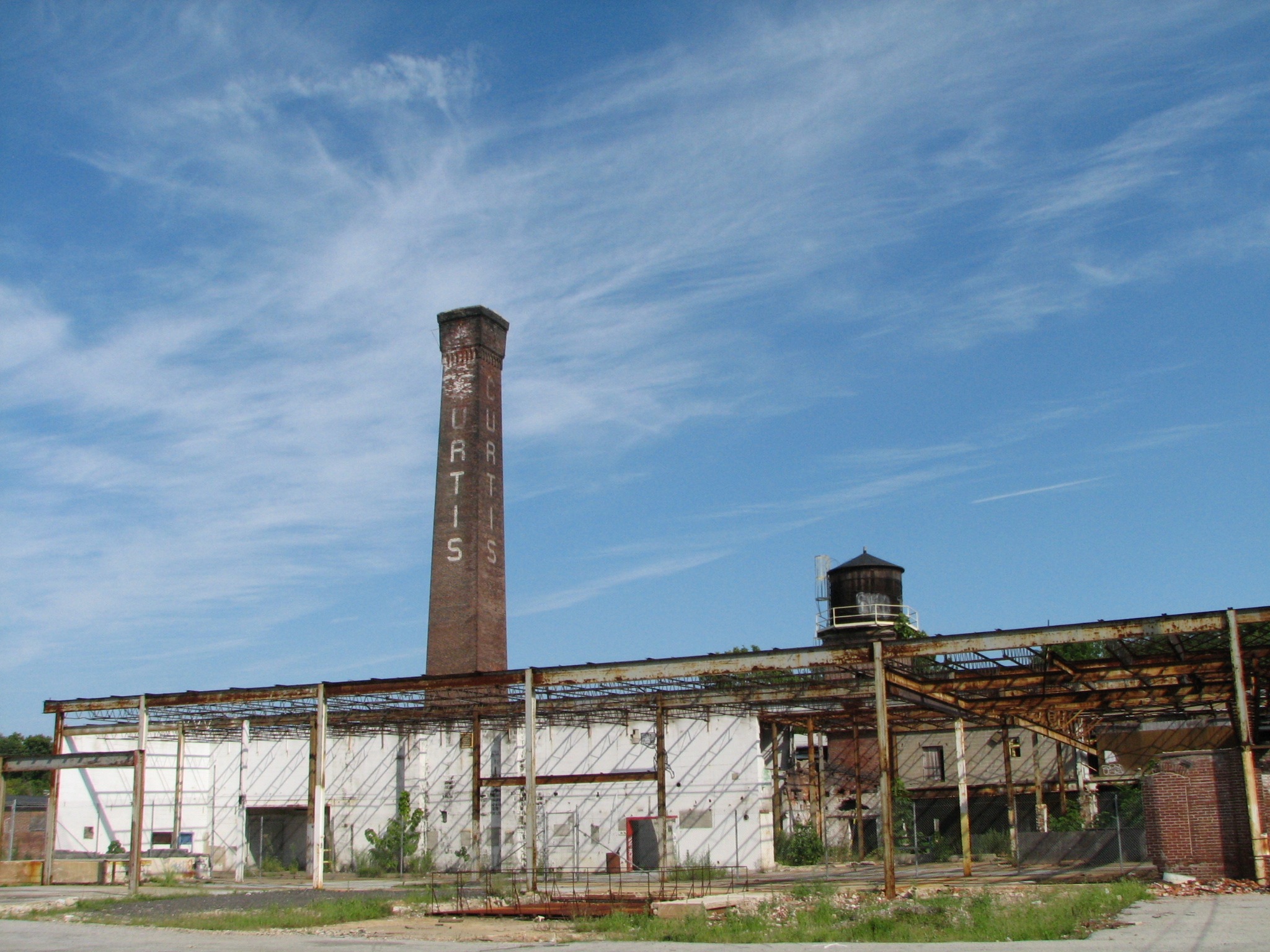
カーティス製紙工場跡（2006年）

ニューアークは1694年、スコットランド系、アイルランド系、およびウェールズ系の入植者によって創設された。1758年には、イギリス王ジョージ2世はニューアークを町として正式に認可した。また同年には、ジョージ2世が農産物取引の場として、半年に1度の祭、および週1回の市場を始めた。やがて独立戦争が勃発すると、イギリス軍が進めていたフィラデルフィア方面作戦の最中、ニューアークの近郊、クーチズ・ブリッジで大陸軍がイギリス軍が交戦した。このクーチズ・ブリッジの戦いでは、アメリカ史上初めて星条旗が掲げられた。独立戦争が終わると、デラウェアは1787年に連邦最初の州となった。その後1789年には、ニューアークで最初の工場であり、また全米最古の製紙工場であったカーティス製紙工場が建設された。この製紙工場は1997年まで200年以上にわたって操業した。
ニューアークの歴史においては学校が大きな役割を演じてきた。1743年にフランシス・アリソンが設立したグラマースクールは1765年にペンシルベニア植民地のニューロンドンからニューアークに移され、校名もニューアーク・アカデミーに変更された。同校の初期の卒業生の中には、後にアメリカ独立宣言の署名者となるジョージ・リード、トマス・マッキーン、ジェームズ・スミスの3名もいた。このニューアーク・アカデミーとは別個に、デラウェア州は1833年にニューアーク・カレッジという新しい学校を認可した。翌1834年には、ニューアーク・アカデミーとニューアーク・カレッジが合併し、デラウェア・カレッジとなった。1859年にデラウェア・カレッジは一旦閉校に追い込まれたが、11年後の1870年にモリル・ランドグラント法によって土地を供与され、半官半民の大学として再建した。1913年、デラウェア・カレッジは州議会の決定に従い、デラウェア州政府に完全に移管された。1921年、デラウェア・カレッジはデラウェア大学に改名した。

## 地理

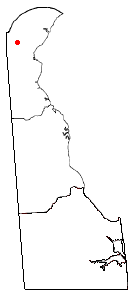
ニューアークの位置

ニューアークは北緯39度40分45秒 西経75度45分29秒 / 北緯39.67917度 西経75.75806度座標: 北緯39度40分45秒 西経75度45分29秒 / 北緯39.67917度 西経75.75806度に位置している。アメリカ合衆国統計局によると、ニューアーク市は総面積23.1km²（8.9mi²）で、全域が陸地である。市の標高は38mである。
ニューアークの周囲は、かつては一面の農地であったが、宅地化が進んできている。しかし州境の向こう側、メリーランド州やペンシルベニア州にはまだ農地が残っている。ニューアークはピードモント台地と大西洋岸平野のちょうど境目にあたるところに立地しており、市の北側と西側には低い丘が連なっている一方で、南側と東側は平坦である。
ニューアークの気候は四季がはっきりしており、暑い夏とやや寒くなる冬に特徴付けられる。最も暑い月である7月の平均気温は24.4℃、最高気温は30℃に達する。最も寒い月である1月の平均気温は氷点下0.4℃、最低気温は氷点下5℃ほどである。降水は1年を通して平均しているが、1月・2月は他のつきに比べてやや少なく、5月から9月の間はやや多い。年間降水量は1,090mmほどである。ケッペンの気候区分ではアメリカ東海岸の多くの地域同様、温暖湿潤気候（Cfa）に属する。
|               | 1月  | 2月  | 3月  | 4月  | 5月   | 6月  | 7月   | 8月   | 9月  | 10月 | 11月 | 12月 | 年      |
| ------------- | ---- | ---- | ---- | ---- | ----- | ---- | ----- | ----- | ---- | ---- | ---- | ---- | ------- |
| 平均気温（℃） | -0.4 | 1.2  | 6.2  | 11.4 | 17.3  | 22.1 | 24.4  | 23.7  | 20.0 | 13.6 | 8.2  | 2.3  | 12.5    |
| 降水量（mm）  | 76.2 | 68.6 | 83.8 | 88.9 | 106.7 | 99.1 | 114.3 | 101.6 | 94.0 | 81.3 | 83.8 | 88.9 | 1,087.2 |

## 交通
ニューアークに最も近い空港はフィラデルフィア国際空港である。また、ボルチモア・ワシントン国際空港も利用可能な距離に立地している。ウィルミントンの南、ニューカッスル市にはニューカッスル空港があるが、2000年2月を最後に旅客便はなくなり、現在では専らゼネラル・アビエーション用の空港として使われている。
ニューアークの南には州間高速道路I-95が北東-南西に通っている。I-95は大西洋岸の主要都市を貫いて南北に走る幹線である。ウィルミントンへは車で約30分、フィラデルフィアやボルチモアへも1時間ほどである。
ニューアークにはアムトラックの駅があり、北東回廊の中距離普通列車が停車する（長距離列車やアセラ・エクスプレスは通過する）。また、この駅はSEPTAの近郊列車R2号線の終点にもなっている。ニューアークとフィラデルフィアの30ｔｈストリート駅との間には平日のみ、1日9往復（うち2往復は急行）の列車が運行されている。ニューアークから30thストリート駅までの所要時間は普通約70分、急行約60分である。メリーランド交通管理局は、2015年を目途にボルチモア・ワシントンD.C.の近郊列車MARCをメリーランド州ペリービルからニューアークまで延伸する計画を立てている。これが完成すると、フィラデルフィアとボルチモアがニューアーク乗継の近郊列車で結ばれるようになる。
デラウェア州内にはデラウェア交通公社が運営するDARTファースト・ステートという路線バス網があり、ニューアークもこのバス網でカバーされている。ニューアークには8系統のバスが走っており、市内のみならず、ウィルミントンやクリスティアナ・モール、メリーランド州エルクトンへの路線もある。また、DARTファースト・ステートのほか、ニューアーク市当局とデラウェア大学が共同で運行しているユニシティというバスがあり、これはニューアークにおけるコミュニティ循環バスとしての役割を果たしている。また、デラウェア大学も学生や大学関係者が無料で乗車できるバスを運行している。

## 教育

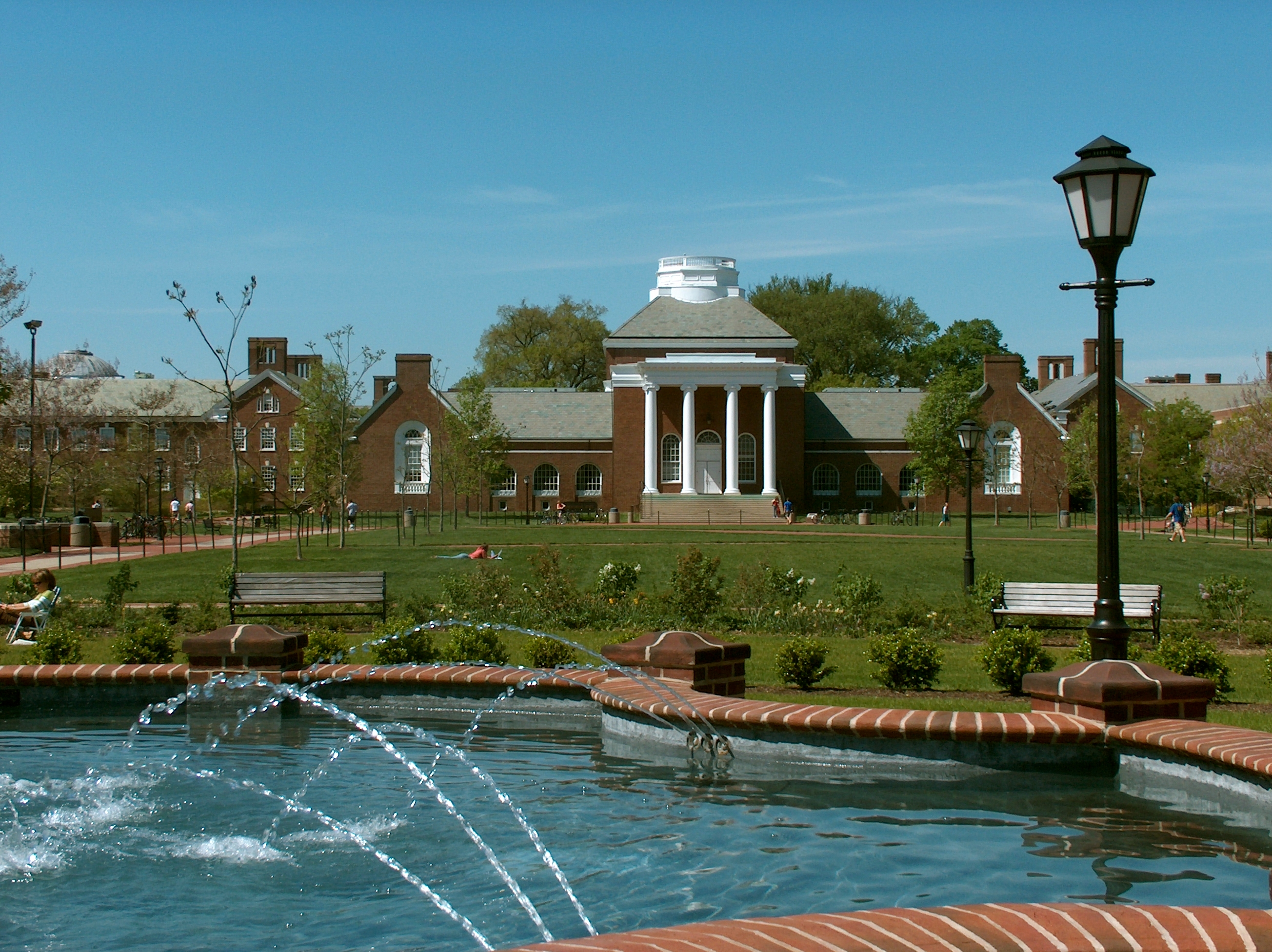
デラウェア大学

デラウェア大学はニューアークの中心部、およびその南にキャンパスを置いている。同学はデラウェア州最大の規模を有する総合大学として広範囲にわたる学部・学科・専攻プログラムを有しているが、デュポンが興り、化学産業や製薬産業が発展しているデラウェア州という土地柄から、経営学、化学工学、化学、生化学の分野に特に強みを持っている。同学は全米の総合大学の中で上位70位以内にランクされている。また、デラウェア大学には陸軍の予備役将校訓練課程も設けられている。
ニューアークにおけるK-12課程はクリスティーナ学区の公立学校によって支えられている。同学区はデラウェア州最大の公立学区で、ニューアークとその周辺のみならず、ウィルミントンの一部をもカバーしており、小学校18校、中学校4校、高等学校5校を運営し、約17,000人の児童・生徒を抱えている。ニューアーク市内には1893年創立のニューアーク高校、および小学校3校が立地している。

## スポーツとレクリエーション
デラウェア大学のスポーツチーム、ファイティン・ブルー・ヘンズ（Fightin' Blue Hens）はNCAAディビジョンIのコロニアル・アスレチック・アソシエーション（CAA）に所属し、23種の競技で戦っている。ブルー・ヘンズというチーム名はデラウェア州の州鳥であるブルーヘンチキンに由来している。また、デラウェア大学フィギュアスケートクラブ（UDFSC）はデラウェア大学とは別組織であるが、デラウェア大学の施設を利用して練習を行っている。このクラブは400人以上の会員を抱える、全米でも有数の規模を持つクラブである。このクラブの著名な会員としては、長野オリンピック金メダリストのタラ・リピンスキーや、2006年世界フィギュアスケート選手権で優勝したキミー・マイズナーなどがいる。
ニューアークはフィラデルフィアやボルチモアといった大都市に近く、また人口密度の高いニューカッスル郡に位置しているが、市の周辺には公園が多く設置されている。南にはニューカッスル郡公園システムに属するアイアン・ヒル公園が、西にはフェア・ヒル自然資源管理区域が、また北にはホワイト・クレー・クリーク州立公園とホワイト・クレー・クリーク自然保護区域が設置されている。また近隣には、ニューカッスル郡公園システムに属するミドル・ラン自然区域も設置されている。これらの公園はハイキング、マウンテンバイク、乗馬などのアウトドア活動に使われている。ホワイト・クレー・クリーク州立公園とフェア・ヒル自然資源管理区域は、もともとはデュポン家の私有地であったが、デラウェア州政府およびメリーランド州政府に割譲された土地に設置された。

## 註
1. ↑  “Quickfacts.census.gov”. 2023年11月25日閲覧。
2. ↑  Nelson, Ralph. The Battle of Cooch's Bridge Archived 2014年8月9日, at the Wayback Machine.. SAR Magazine. Delaware Society. 2003年秋.
3. ↑  Haugen, Øyvind. The Curtis Paper Mill. The Paper Industry Web. 2001年9月15日.
4. 1 2  Historical Weather for Newark, Delaware, United States of America. Weatherbase.com.
5. ↑  Regional Rail Schedules: Wilmington/Newark Line (R2). Southeastern Pennsylvania Transportation Authority. 2009年6月21日.
6. ↑  MARC Grouth and Investment Plan. p.14. Maryland Transit Administration. 2007年9月.
7. ↑  Transit Maps. Delaware Transit Corporation. 2009年7月17日.
8. ↑  Unicity Bus System. University of Delaware.
9. ↑  Army ROTC: It's How Students Become Leaders. University of Delaware.
10. ↑  About Us. Christina School District.
11. ↑  CAAのフットボールはFCS（旧I-AA）に属する
12. ↑  About UDFSC. University of Delaware Figure Skating Club.
13. ↑  Tara Lipinski. University of Delaware Figure Skating Club.
14. ↑  Kimmie Meissner. University of Delaware Figure Skating Club.